# تازه‌کند، بیلقان
تازه‌کند (به لاتین: Təzəkənd) یک منطقهٔ مسکونی در جمهوری آذربایجان است که در شهرستان بیلقان واقع شده‌است.

## خصوصیات
تازه‌کند ۲٬۸۸۰ نفر جمعیت دارد.